# Coal Chamber
Coal Chamber (v překladu z angličtiny uhelná sloj) je americká nu-metalová kapela založená v roce 1993 v Los Angeles ve státě Kalifornie zpěvákem Dezem Fafarou a kytaristou Miguelem Rascónem, tuto dvojici později doplnil bubeník Mike Cox (před ním hrál krátce na bicí Jon Tor) a baskytaristka Rayna Foss. Svým projevem bývá přirovnávána ke kapele KoЯn. Svůj styl pojmenovala jako spooky-core.
Po deseti letech a třech vydaných řadových deskách se skupina v roce 2003 rozpadla. Fafara pokračoval ve své nové kapele DevilDriver.
V letech 2011–2016 Coal Chamber znovu účinkovali na scéně, během tohoto období vydali jednu studiovou desku – Rivals v roce 2015. Poté se v roce 2022 opět obnovili v sestavě Miguel "Meegs" Rascón (kytara), Dez Fafara (vokály), Nadja Peulen (baskytara) a Mike "Bug" Cox (bicí).
Kapela se nejprve jmenovala Coal (uhlí), jak chtěl zpěvák Dez Fafara. Kytarista Miguel "Meegs" Rascón prosazoval změnu názvu na Chamber (komora). Po příchodu Rayny Foss se členové kapely dohodli na sloučení obou slov a tak vznikl název Coal Chamber.
Stejnojmenné debutové studiové album Coal Chamber vyšlo roku 1997 pod hlavičkou vydavatelství Roadrunner Records. Během své existence vydala kapela čtyři studiová alba, dvě dema, několik kompilací a vícero singlů (k roku 2023).

## Diskografie
Dema
- Demo 1994 (1994)
- Demo 1996 (1996)

Studiová alba
- Coal Chamber (1997)
- Chamber Music (1999)
- Dark Days (2002)
- Rivals (2015)

Kompilační alba
- Giving the Devil His Due (2003)
- The Best of Coal Chamber (2004)

Box sety
- The Complete Roadrunner Collection 1997–2003 (2013)

Singly
- vícero singlů